# Amyros
Amyros (altgriechisch Ἄμυρος Ámyros), Sohn des Poseidon, ist eine Gestalt der griechischen Mythologie.
Er war ein thessalischer Flussgott, nach dem dort – neben dem Gewässer – auch eine Stadt benannt wurde, sowie Teilnehmer an der Fahrt der Argonauten. Manchmal wird er zudem als Vater des Malos bezeichnet.